# Edward Gabara
Edward Gabara, właśc. Eliasz Gutman (ur. 1908 w Rossoszu, zm. ?) – polski działacz partyjny i państwowy narodowości żydowskiej, funkcjonariusz MSW, w 1955 p.o. I sekretarza Komitetu Wojewódzkiego PZPR w Krakowie.

## Życiorys
Syn Michała, rzemieślnika z Rossosza. Wywodził się z żydowskiej rodziny robotniczej, w latach 40. deklarował słabą znajomość języka polskiego. W okresie międzywojennym działał w Komunistycznej Partii Polski, za co był więziony przez 5,5 roku. W październiku 1939 r. wyjechał do Związku Radzieckiego, gdzie pracował w kołchozie. W 1942 próbował zaciągnąć się do Armii Andersa, następnie członek Związku Patriotów Polskich, gdzie od 1944 do 1946 był instruktorem zarządu głównego.
Po wojnie działał w Polskiej Partii Robotniczej i Polskiej Zjednoczonej Partii Robotniczej. Od 1946 działał w Komitecie Wojewódzkiego PZPR w Lublinie, gdzie był zastępcą kierownika i kierownikiem Wydziału Organizacyjnego, a następnie II sekretarzem ds. organizacyjnych. Od 1948 do 1950 de facto odgrywał w nim wiodącą rolę wobec słabości I sekretarzy. Od 1950 do 1957 pozostawał członkiem egzekutywy i II sekretarzem KW PZPR w Krakowie, był skonfliktowany z I sekretarzem Stanisławem Brodzińskim. Na tym stanowisku m.in. opracował plan wysiedlenia rodzin ziemiańskich z Krakowa. Od 7 lutego do 9 września 1955 pełnił obowiązki I sekretarza tego komitetu po odwołaniu Walentego Titkowa. Później przeszedł do Ministerstwa Spraw Wewnętrznych, gdzie w stopniu pułkownika był zastępcą kierownika Głównego Inspektoratu MSW (1956–1957).
Był żonaty z Aliną Gabarą (ur. 1908), pracującą w aparacie Komitetu Centralnego PPR i w Wojewódzkim Urzędzie Bezpieczeństwa Publicznego w Lublinie.